# Ronde van Rwanda 2013
De 5e editie van de Ronde van Rwanda werd verreden van zondag 17 tot en met zondag 24 november 2013. De wedstrijd maakte deel uit van de UCI Africa Tour 2014. De ronde ronde ging van start in de Rwandese hoofdstad Kigali. De winnaar van het vorige jaar, Darren Lill, verscheen niet aan de start. Het rugnummer 1 werd daarom gedragen door zijn landgenoot Dylan Girdlestone die zijn rugnummer waar maakte en de rittenkoers won.

## Deelnemers

### Ploegen
| MTN-Qhubeka                 | Rwanda Karisimbi               | Rwanda Akagera                | Rwanda Muhabura             |
| AS.BE.CO Cycling Team       | Sélection Haute-Savoie         | Team Novo Nordisk Development | Avia Crabbe Team            |
| Nationale selectie Ethiopië | Nationale selectie Tanzania    | Nationale selectie Gabon      | Nationale selectie Algerije |
| Nationale selectie Kenia    | Nationale selectie Zuid-Afrika |                               |                             |

### Startlijst

#### Nationale selectieZuid-Afrika
| Rugnummer | Naam              | Prestaties | Opmerkingen       | Eindklassering |
| --------- | ----------------- | ---------- | ----------------- | -------------- |
| 1         | Dylan Girdlestone |            |                   | 1e             |
| 2         | Stefan Ihlenfeldt |            |                   | 45e            |
| 3         | Kevin Patten      |            |                   | 38e            |
| 4         | Johannes Thiart   |            | Opgave: 7e etappe | DNF            |
| 5         | Paul Van Zweel    |            |                   | 15e            |

#### Rwanda Karisimbi
| Rugnummer | Naam                    | Prestaties       | Opmerkingen | Eindklassering |
| --------- | ----------------------- | ---------------- | ----------- | -------------- |
| 11        | Nathan Byukusenge       |                  |             | 27e            |
| 12        | Janvier Hadi            | Winnaar: Proloog |             | 12e            |
| 13        | Jean Bosco Nsenginama   |                  |             | 6e             |
| 14        | Abraham Ruhumuriza      |                  |             | 16e            |
| 15        | Bonaventure Uwizeyimana |                  |             | 33e            |

#### MTN-Qhubeka
| Rugnummer | Naam               | Prestaties         | Opmerkingen       | Eindklassering |
| --------- | ------------------ | ------------------ | ----------------- | -------------- |
| 21        | Louis Meintjes     | Winnaar: 3e etappe |                   | 2e             |
| 22        | Adrien Niyonshuti  |                    |                   | 9e             |
| 23        | Jay Robert Thomson | Winnaar: 1e etappe | Opgave: 3e etappe | DNF            |
| 24        | Songezo Jim        |                    |                   | 30e            |
| 25        | Johann Van Zyl     | Winnaar: 4e etappe |                   | 72e            |

#### AS.BE.CO Cycling Team
| Rugnummer | Naam                      | Prestaties         | Opmerkingen | Eindklassering |
| --------- | ------------------------- | ------------------ | ----------- | -------------- |
| 31        | Metkel Eyob               | Winnaar: 6e etappe |             | 3e             |
| 32        | Merhawi Bereket Yemane    |                    |             | 8e             |
| 33        | Aron Debretsion Baranceal |                    |             | 5e             |
| 34        | Amanuel Gebrezgabihier    |                    |             | 23e            |
| 35        | Berhane Melake            |                    |             | 18e            |

#### Rwanda Akagera
| Rugnummer | Naam               | Prestaties         | Opmerkingen | Eindklassering |
| --------- | ------------------ | ------------------ | ----------- | -------------- |
| 41        | Valens Ndayisenga  | Winnaar: 2e etappe |             | 11e            |
| 42        | Emile Bintunimana  |                    |             | 37e            |
| 43        | Joseph Biziyaremye |                    |             | 14e            |
| 44        | Gazore Hategeka    |                    |             | 19e            |
| 45        | Hassan Rukundo     |                    |             | 21e            |

#### Sélection Haute-Savoie
| Rugnummer | Naam           | Prestaties | Opmerkingen | Eindklassering |
| --------- | -------------- | ---------- | ----------- | -------------- |
| 51        | Adrien Muffat  |            |             | 13e            |
| 52        | Damien Fol     |            |             | 39e            |
| 53        | Thibaut Maupin |            |             | 43e            |
| 54        | Brice Vesin    |            |             | 51e            |

#### Team Novo Nordisk Development
| Rugnummer | Naam               | Prestaties | Opmerkingen | Eindklassering |
| --------- | ------------------ | ---------- | ----------- | -------------- |
| 61        | Matthew Brooks     |            |             | 49e            |
| 62        | Ruud Cremers       |            |             | 58e            |
| 63        | Benjamin Dilley    |            |             | 57e            |
| 64        | Nicolas Lefrancois |            |             | 40e            |
| 65        | Charles Planet     |            |             | 35e            |

#### Rwanda Muhabura
| Rugnummer | Naam               | Prestaties | Opmerkingen | Eindklassering |
| --------- | ------------------ | ---------- | ----------- | -------------- |
| 71        | Innocent Uwamungu  |            |             | 52e            |
| 72        | Patrick Byukusenge |            |             | 26e            |
| 73        | Theoneste Karasira |            |             | 48e            |
| 74        | Jeremie Karageya   |            |             | 36e            |
| 75        | Aime Mupenzi       |            |             | 53e            |

#### Avia Crabbe Team
| Rugnummer | Naam                | Prestaties | Opmerkingen | Eindklassering |
| --------- | ------------------- | ---------- | ----------- | -------------- |
| 81        | Jérémy Burton       |            |             | 42e            |
| 82        | Mathieu Baert       |            |             | 54e            |
| 83        | Thomas Debrabandere |            |             | 41e            |
| 84        | Tom Vandenbussche   |            |             | 46e            |
| 85        | Stijn Verbeke       |            |             | 50e            |

#### Nationale selectieKenia
| Rugnummer | Naam               | Prestaties | Opmerkingen | Eindklassering |
| --------- | ------------------ | ---------- | ----------- | -------------- |
| 91        | John Njoroge       |            |             | 4e             |
| 92        | Paul Agorir        |            |             | 29e            |
| 93        | Suleiman Kangangi  |            |             | 28e            |
| 94        | Samwel Mwangi      |            |             | 25e            |
| 95        | Benjamin Kipchumba |            |             | 44e            |

#### Nationale selectieAlgerije
| Rugnummer | Naam                  | Prestaties               | Opmerkingen       | Eindklassering |
| --------- | --------------------- | ------------------------ | ----------------- | -------------- |
| 101       | Azzedine Lagab        | Winnaar: 5e en 7e etappe |                   | 10e            |
| 102       | Adil Barbari          |                          | Opgave: 7e etappe | DNF            |
| 103       | Abdelkader Belmokhtar |                          |                   | 32e            |
| 104       | Hichem Chaabane       |                          |                   | 34e            |
| 105       | Nassim Saidi          |                          | Opgave: 1e etappe | DNF            |

#### Nationale selectieEthiopië
| Rugnummer | Naam                | Prestaties | Opmerkingen      | Eindklassering |
| --------- | ------------------- | ---------- | ---------------- | -------------- |
| 111       | Getachew Atsbha     |            |                  | 7e             |
| 112       | Gebretsadik Alemayo |            |                  | 17e            |
| 113       | Goton Mebrahtu Biru |            |                  | 24e            |
| 114       | Temesgen Buru       |            |                  | 20e            |
| 115       | Hailemelekot Hailu  |            | Opgave: etappe 7 | DNF            |

#### Nationale selectieGabon
| Rugnummer | Naam               | Prestaties | Opmerkingen            | Eindklassering |
| --------- | ------------------ | ---------- | ---------------------- | -------------- |
| 121       | Charles Anguilet   |            | Buiten tijd: 3e etappe | DNF            |
| 122       | Ephrem Ekobena     |            |                        | 55e            |
| 123       | Leris Moukagni     |            | Opgave: 1e etappe      | DNF            |
| 124       | Geoffroy Ngandamba |            | Opgave: 6e etappe      | DNF            |

#### Nationale selectieTanzania
| Rugnummer | Naam             | Prestaties | Opmerkingen            | Eindklassering |
| --------- | ---------------- | ---------- | ---------------------- | -------------- |
| 131       | Richard Laizer   |            |                        | 22e            |
| 132       | Masunga Duba     |            |                        | 47e            |
| 133       | Gérald Konda     |            | Opgave: 7e etappe      | DNF            |
| 134       | Emmanuel Mathias |            | Buiten tijd: 4e etappe | DNF            |
| 135       | Hamisi Mkoma     |            |                        | 56e            |

### Deelnemers per land
| Deelnemers | Land                                                 |
| ---------- | ---------------------------------------------------- |
| 16         | Rwanda                                               |
| 8          | Zuid-Afrika                                          |
| 6          | Frankrijk                                            |
| 5          | Algerije, België, Ethiopië, Kenia, Eritrea, Tanzania |
| 4          | Gabon                                                |
| 2          | Verenigde Staten                                     |
| 1          | Nederland                                            |

## Etappe-overzicht
| Etappe  | Datum       | Start     | Aankomst  | Afstand  | Winnaar            | Ploeg                 | Klassementsleider  |
| ------- | ----------- | --------- | --------- | -------- | ------------------ | --------------------- | ------------------ |
| proloog | 17 november | Kigali    | Kigali    | 3,5 km   | Janvier Hadi       | Rwanda Karisimbi      | Janvier Hadi       |
| 1e      | 18 november | Kigali    | Kirehe    | 129,9 km | Jay Robert Thomson | MTN-Qhubeka           | Jay Robert Thomson |
| 2e      | 19 november | Rwamagana | Musanze   | 151,5 km | Valens Ndayisenga  | Rwanda Akagera        | Jay Robert Thomson |
| 3e      | 20 november | Rubavu    | Kinigi    | 62 km    | Louis Meintjes     | MTN-Qhubeka           | Louis Meintjes     |
| 4e      | 21 november | Musanze   | Muhanga   | 128 km   | Johann Van Zyl     | MTN-Qhubeka           | Dylan Girdlestone  |
| 5e      | 22 november | Muhanga   | Nyamagabe | 102,4 km | Azzedine Lagab     | Algerije              | Dylan Girdlestone  |
| 6e      | 23 november | Huye      | Kigali    | 125,7 km | Metkel Eyob        | AS.BE.CO Cycling Team | Dylan Girdlestone  |
| 7e      | 24 november | Kigali    | Kigali    | 94,2 km  | Azzedine Lagab     | Algerije              | Dylan Girdlestone  |

## Eindklassementen
|  |

### Algemeen klassement
| Plaats    | Naam                      | Ploeg                         | Tijd       |
| --------- | ------------------------- | ----------------------------- | ---------- |
| Gele trui | Dylan Girdlestone         | Zuid-Afrika                   | 20u35'55"  |
| 2         | Louis Meintjes            | MTN-Qhubeka                   | + 2'01"    |
| 3         | Metkel Eyob               | AS.BE.CO Cycling Team         | + 2'20"    |
| 4         | John Njoroge              | Kenia                         | + 3'39"    |
| 5         | Aron Debretsion Baranceal | AS.BE.CO Cycling Team         | + 4'20"    |
| 6         | Jean Bosco Nsenginama     | Rwanda Karisimbi              | + 4'52"    |
| 7         | Getachew Atsbha           | Ethiopië                      | + 5'26"    |
| 8         | Merhawi Bereket Yemane    | AS.BE.CO Cycling Team         | + 5'52"    |
| 9         | Adrien Niyonshuti         | MTN-Qhubeka                   | + 6'35"    |
| 10        | Azzedine Lagab            | Algerije                      | + 7'05"    |
|           |                           |                               |            |
| 41        | Thomas Debrabandere       | Avia Crabbe Team              | + 58'41"   |
| 58        | Ruud Cremers              | Team Novo Nordisk Development | + 2u58'17" |

### Bergklassement
| Plaats        | Naam                | Ploeg                 | Punten |
| ------------- | ------------------- | --------------------- | ------ |
| Bolletjestrui | Metkel Eyob         | AS.BE.CO Cycling Team | 81     |
| 2             | Johann Van Zyl      | MTN-Qhubeka           | 53     |
| 3             | Louis Meintjes      | MTN-Qhubeka           | 46     |
|               |                     |                       |        |
| 16            | Thomas Debrabandere | Avia Crabbe Team      | 10     |

 GP Chantal Biya ·  Ronde van Burkina Faso ·  Ronde van Rwanda ·  Afrikaans kampioenschap wielrennen op de weg ·  La Tropicale Amissa Bongo ·  GP Sakia El Hamra ·  GP Oued Eddahab ·  GP Al Massira ·  Criterium d'Alger ·  Ronde van Algerije ·  Ronde van Kameroen ·  GP d'Oran ·  Ronde van Blida ·  Ronde van Setif ·  Criterium van Setif ·  Ronde van Constantine ·  Circuit d'Alger ·  Criterium van Blida ·  Ronde van Marokko ·  Mzansi Tour ·  Trophée Princier ·  Trophée de l'Anniversaire ·  Trophée de la Maison Royale ·  Ronde van Ivoorkust
2009 · 2010 · 2011 · 2012 · 2013 · 2014 · 2015 · 2016 · 2017 · 2018 · 2019 · 2020 · 2021 · 2022 · 2023 · 2024 · 2025